# Kōsei Tani
Kōsei Tani (谷 晃生?, Tani Kōsei; Ōsaka, 22 novembre 2000) è un calciatore giapponese, portiere del Machida Zelvia e della nazionale giapponese.

## Carriera

### Club

#### Gamba Osaka
La sua carriera nel professionismo ha inizio con la squadra Under-23 del Gamba Osaka nella J3 League, la terza divisione del calcio giapponese, trovando però poco spazio dato che per la maggior parte delle partite l'estremo difensore era Mizuki Hayashi; inoltre, il suo non è stato un fortunato esordio avendo perso quattro partite di seguito, la prima nel suo debutto ufficiale contro il Gainare Tottori il 12 marzo 2017, perdendo per 2-0. Gioca una sola partita in prima squadra, nell'edizione 2018 della Coppa del Giappone vincendo per 3-2 contro il Sanfrecce Hiroshima. Nell'edizione successiva del campionato di terza divisione diventa portiere titolare e ottiene la sua prima vittoria in J3 League battendo per 3-0 l'Azul Claro Numazu. Nel 2019 gioca la sua ultima stagione con la squadra con risultati non molto brillanti: infatti nel suo ultimo campionato in terza serie ottiene un bilancio di otto sconfitte, due pareggi e due vittorie.

#### Shonan Bellmare
A partire dal 2020 gioca nella J1 League, la massima divisione del calcio nipponico, con lo Shonan Bellmare ottenendo subito la posizione di primo portiere titolare. La sua prima partita in campionato si è svolta il 22 luglio 2020 contro i Kashima Antlers, facendo delle buone parate e vincendo per 1-0. La squadra termina il campionato come ultima della classifica, nonostante ciò a causa dei cambiamenti delle norme per via della pandemia di COVID-19 nell'edizione 2020 del campionato non ci sono state retrocessioni: infatti, lo Shonan Bellmare riprende a giocare nell'edizione 2021 del campionato con Tani come portiere titolare. Al termine della stagione, la squadra ottiene la 16ª posizione, evitando la retrocessione e Tani detiene un nuovo record personale con undici partite senza subire reti.

#### Ritorno al Gamba Osaka e prestito al Dender
A inizio 2023 fa il suo ritorno al Gamba Osaka che sin da subito decide di contare su di lui per il ruolo di portiere titolare. Dopo aver inizialmente giocato le prime partite della stagione 2023, complici delle prestazioni sotto le aspettative, perde verso metà maggio il posto da titolare, venendo preferito Masaaki Higashiguchi a lui.
Visto il poco minutaggio concessogli, il 1º agosto 2023 decide di tentare la sua avventura europea trasferendosi (a titolo temporaneo) al Dender, club belga militante in seconda divisione, con cui firma un contratto fino al 30 giugno 2024. Esordisce con il Dender solo tre mesi più tardi, il 1º novembre, in occasione del settimo turno di Coppa del Belgio, pareggiata per 1-1 e persa ai calci di rigore per 3-4 contro il Kortrijk. Il 9 dicembre seguente gioca la sua prima partita in Challenger Pro League, nel vittorioso match in casa dello SL16 terminato per 4-0.

#### Machida Zelvia
Il 12 gennaio 2024, nonostante il contratto annuale che lo legava ai belgi del Dender, viene ceduto dal Gamba Osaka in prestito al Machida Zelvia, squadra nipponica di Machida neopromossa per la prima volta nella loro storia in J1 League. Il 24 febbraio successivo, nel corso della prima giornata della J1 League 2024, debutta da titolare nella massima serie giapponese nel pareggio casalingo per 1-1 contro il Gamba Osaka, squadra proprietaria del suo cartellino. Il 7 aprile, nel settimo turno di campionato vinto di misura per 1-0 in casa del Kawasaki Frontale, ottiene la sua prima espulsione in carriera, in seguito al fallo da ultimo uomo su Yū Kobayashi.

### Nazionale
Il 29 ottobre 2015 giocherà con la Nazionale Under-15 in un'amichevole contro la Francia Under-16 vincendo per 3-2. Nel 2017 viene convocato con la nazionale del Giappone Under-17 giocando varie amichevoli vincendo per 2-1 contro la Russia, battendo per 4-1 il Belgio o sconfiggendo per 4-0 gli Stati Uniti, inoltre sarà il portiere titolare nel Mondiale Under-17 giocando nella vittoria per 6-1 contro l'Honduras e nella sconfitta per 2-1 contro la Francia, invece nel pareggio per 1-1 contro la Nuova Caledonia verrà sostituito da Togo Umeda, e nella partita successiva agli ottavi di finale riprenderà a giocare, l'avversario sarà l'Inghilterra (campione del mondiale) la partita rimarrà bloccata sullo 0-0 fino alla conclusione del secondo tempo supplementare e il Giappone perderà per 5-3 ai calci di rigore.
Con la Nazionale Under-19 giocherà nella Coppa d'Asia giovanile, prendendo parte a tre partite, tutte vinte contro la Corea del Nord (5-2), la Thailandia (3-1) e l'Indonesia (2-0). Il 29 marzo 2021 giocherà un'amichevole con la Nazionale Under-24 battendo l'Argentina per 3-0, Tani si è messo in mostra per aver parato il tiro di Adolfo Gaich.
Viene convocato come portiere titolare nella Nazionale Olimpica ai Giochi di Tokyo, nella fase a girone il Giappone si qualifica al primo posto vincendo tutte le partite, e Tani in tre match subisce una sola rete, ai quarti di finale la partita si conclude sullo 0-0 contro la Nuova Zelanda, e ai rigori il Giappone vince per 4-2, Tani ha parato il secondo tiro avversario di Liberato Cacace.

## Statistiche

### Presenze e reti nei club
Statistiche aggiornate all'8 dicembre 2024.
| Stagione                | Club                    | Campionato              | Campionato | Campionato | Coppe nazionali | Coppe nazionali | Coppe nazionali | Coppe continentali | Coppe continentali | Coppe continentali | Supercoppe | Supercoppe | Supercoppe | Totale | Totale |
| Stagione                | Club                    | Comp                    | Pres       | Reti       | Comp            | Pres            | Reti            | Comp               | Pres               | Reti               | Comp       | Pres       | Reti       | Pres   | Reti   |
| ----------------------- | ----------------------- | ----------------------- | ---------- | ---------- | --------------- | --------------- | --------------- | ------------------ | ------------------ | ------------------ | ---------- | ---------- | ---------- | ------ | ------ |
| 2017                    | Gamba Osaka U-23        | J3                      | 4          | -7         | -               | -               | -               | -                  | -                  | -                  | -          | -          | -          | 4      | -7     |
| 2018                    | Gamba Osaka U-23        | J3                      | 17         | -25        | -               | -               | -               | -                  | -                  | -                  | -          | -          | -          | 17     | -25    |
| 2019                    | Gamba Osaka U-23        | J3                      | 12         | -18        | -               | -               | -               | -                  | -                  | -                  | -          | -          | -          | 12     | -18    |
| Totale Gamba Osaka U-23 | Totale Gamba Osaka U-23 | Totale Gamba Osaka U-23 | 33         | -50        |                 | -               | -               |                    | -                  | -                  |            | -          | -          | 33     | -50    |
| 2017                    | Gamba Osaka             | J1                      | 0          | 0          | CG+CdL          | 0               | 0               | ACL                | 0                  | 0                  | -          | -          | -          | 0      | 0      |
| 2018                    | Gamba Osaka             | J1                      | 0          | 0          | CG+CdL          | 0+1             | 0 + -2          | -                  | -                  | -                  | -          | -          | -          | 1      | -2     |
| 2019                    | Gamba Osaka             | J1                      | 0          | 0          | CG+CdL          | 0               | 0               | -                  | -                  | -                  | -          | -          | -          | 0      | 0      |
| 2020                    | Shonan Bellmare         | J1                      | 25         | -35        | CdL             | 0               | 0               | -                  | -                  | -                  | -          | -          | -          | 25     | -35    |
| 2021                    | Shonan Bellmare         | J1                      | 34         | -37        | CG+CdL          | 0               | 0               | -                  | -                  | -                  | -          | -          | -          | 34     | -37    |
| 2022                    | Shonan Bellmare         | J1                      | 31         | -35        | CG+CdL          | 0+4             | 0 + -7          | -                  | -                  | -                  | -          | -          | -          | 35     | -42    |
| Totale Shonan Bellmare  | Totale Shonan Bellmare  | Totale Shonan Bellmare  | 90         | -107       |                 | 4               | -7              |                    | -                  | -                  |            | -          | -          | 94     | -114   |
| gen.-lug. 2023          | Gamba Osaka             | J1                      | 10         | -21        | CG+CdL          | 1+2             | -2 + -1         | -                  | -                  | -                  | -          | -          | -          | 13     | -24    |
| Totale Gamba Osaka      | Totale Gamba Osaka      | Totale Gamba Osaka      | 10         | -21        |                 | 4               | -5              |                    | -                  | -                  |            | -          | -          | 14     | -26    |
| 2023-gen. 2024          | Dender                  | D2                      | 1          | 0          | CB              | 1               | -1              | -                  | -                  | -                  | -          | -          | -          | 2      | -1     |
| 2024                    | Machida Zelvia          | J1                      | 37         | -32        | CG+CdL          | 0+1             | 0 + -1          | -                  | -                  | -                  | -          | -          | -          | 38     | -33    |
| 2025                    | Machida Zelvia          | J1                      | 0          | 0          | CG+CdL          | 0               | 0               | ACL                | 0                  | 0                  | -          | -          | -          | 0      | 0      |
| Totale Machida Zelvia   | Totale Machida Zelvia   | Totale Machida Zelvia   | 37         | -32        |                 | 1               | -1              |                    | 0                  | 0                  |            | -          | -          | 38     | -33    |
| Totale carriera         | Totale carriera         | Totale carriera         | 171        | -210       |                 | 10              | -14             |                    | 0                  | 0                  |            | -          | -          | 181    | -224   |

### Cronologia presenze e reti in nazionale
| Cronologia completa delle presenze e delle reti in nazionale ― Giappone | Cronologia completa delle presenze e delle reti in nazionale ― Giappone | Cronologia completa delle presenze e delle reti in nazionale ― Giappone | Cronologia completa delle presenze e delle reti in nazionale ― Giappone | Cronologia completa delle presenze e delle reti in nazionale ― Giappone | Cronologia completa delle presenze e delle reti in nazionale ― Giappone | Cronologia completa delle presenze e delle reti in nazionale ― Giappone | Cronologia completa delle presenze e delle reti in nazionale ― Giappone |
| Data                                                                    | Città                                                                   | In casa                                                                 | Risultato                                                               | Ospiti                                                                  | Competizione                                                            | Reti                                                                    | Note                                                                    |
| ----------------------------------------------------------------------- | ----------------------------------------------------------------------- | ----------------------------------------------------------------------- | ----------------------------------------------------------------------- | ----------------------------------------------------------------------- | ----------------------------------------------------------------------- | ----------------------------------------------------------------------- | ----------------------------------------------------------------------- |
| 27-7-2022                                                               | Toyota                                                                  | Giappone                                                                | 3 – 0                                                                   | Corea del Sud                                                           | Coppa dell'Asia orientale 2022                                          | -                                                                       |                                                                         |
| 11-6-2024                                                               | Hiroshima                                                               | Giappone                                                                | 5 – 0                                                                   | Siria                                                                   | Qual. Mondiali 2026                                                     | -                                                                       | 76’                                                                     |
| 5-6-2025                                                                | Perth                                                                   | Australia                                                               | 1 – 0                                                                   | Giappone                                                                | Qual. Mondiali 2026                                                     | -1                                                                      |                                                                         |
| Totale                                                                  |                                                                         | Presenze                                                                | 3                                                                       |                                                                         | Reti                                                                    | -1                                                                      |                                                                         |

| Cronologia completa delle presenze e delle reti in nazionale ― Giappone Olimpica | Cronologia completa delle presenze e delle reti in nazionale ― Giappone Olimpica | Cronologia completa delle presenze e delle reti in nazionale ― Giappone Olimpica | Cronologia completa delle presenze e delle reti in nazionale ― Giappone Olimpica | Cronologia completa delle presenze e delle reti in nazionale ― Giappone Olimpica | Cronologia completa delle presenze e delle reti in nazionale ― Giappone Olimpica | Cronologia completa delle presenze e delle reti in nazionale ― Giappone Olimpica | Cronologia completa delle presenze e delle reti in nazionale ― Giappone Olimpica |
| Data                                                                             | Città                                                                            | In casa                                                                          | Risultato                                                                        | Ospiti                                                                           | Competizione                                                                     | Reti                                                                             | Note                                                                             |
| -------------------------------------------------------------------------------- | -------------------------------------------------------------------------------- | -------------------------------------------------------------------------------- | -------------------------------------------------------------------------------- | -------------------------------------------------------------------------------- | -------------------------------------------------------------------------------- | -------------------------------------------------------------------------------- | -------------------------------------------------------------------------------- |
| 22-7-2021                                                                        | Chōfu                                                                            | Giappone                                                                         | 1 – 0                                                                            | Sudafrica                                                                        | Olimpiadi 2020 - 1º turno                                                        | -                                                                                |                                                                                  |
| 25-7-2021                                                                        | Saitama                                                                          | Giappone                                                                         | 2 – 1                                                                            | Messico                                                                          | Olimpiadi 2020 - 1º turno                                                        | -1                                                                               |                                                                                  |
| 28-7-2021                                                                        | Yokohama                                                                         | Francia                                                                          | 0 – 4                                                                            | Giappone                                                                         | Olimpiadi 2020 - 1º turno                                                        | -                                                                                |                                                                                  |
| 31-7-2021                                                                        | Kashima                                                                          | Giappone                                                                         | 0 – 0 dts (4 – 2 dtr)                                                            | Nuova Zelanda                                                                    | Olimpiadi 2020 - Quarti di finale                                                | -                                                                                |                                                                                  |
| 3-8-2021                                                                         | Saitama                                                                          | Giappone                                                                         | 0 – 1 dts                                                                        | Spagna                                                                           | Olimpiadi 2020 - Semifinale                                                      | -1                                                                               |                                                                                  |
| 6-8-2021                                                                         | Saitama                                                                          | Messico                                                                          | 3 – 1                                                                            | Giappone                                                                         | Olimpiadi 2020 - Finale 3º posto                                                 | -3                                                                               |                                                                                  |
| Totale                                                                           |                                                                                  | Presenze                                                                         | 6                                                                                |                                                                                  | Reti                                                                             | -5                                                                               |                                                                                  |

| Cronologia completa delle presenze e delle reti in nazionale ― Giappone under 23 | Cronologia completa delle presenze e delle reti in nazionale ― Giappone under 23 | Cronologia completa delle presenze e delle reti in nazionale ― Giappone under 23 | Cronologia completa delle presenze e delle reti in nazionale ― Giappone under 23 | Cronologia completa delle presenze e delle reti in nazionale ― Giappone under 23 | Cronologia completa delle presenze e delle reti in nazionale ― Giappone under 23 | Cronologia completa delle presenze e delle reti in nazionale ― Giappone under 23 | Cronologia completa delle presenze e delle reti in nazionale ― Giappone under 23 |
| Data                                                                             | Città                                                                            | In casa                                                                          | Risultato                                                                        | Ospiti                                                                           | Competizione                                                                     | Reti                                                                             | Note                                                                             |
| -------------------------------------------------------------------------------- | -------------------------------------------------------------------------------- | -------------------------------------------------------------------------------- | -------------------------------------------------------------------------------- | -------------------------------------------------------------------------------- | -------------------------------------------------------------------------------- | -------------------------------------------------------------------------------- | -------------------------------------------------------------------------------- |
| 17-11-2018                                                                       | Dubai                                                                            | Giappone under 23                                                                | 5 – 0                                                                            | Kuwait under 23                                                                  | Amichevole                                                                       | -                                                                                | 46’                                                                              |
| 29-3-2021                                                                        | Kitakyūshū                                                                       | Giappone under 23                                                                | 3 – 0                                                                            | Argentina under 23                                                               | Amichevole                                                                       | -                                                                                |                                                                                  |
| 5-6-2021                                                                         | Fukuoka                                                                          | Giappone under 23                                                                | 6 – 0                                                                            | Ghana under 23                                                                   | Amichevole                                                                       | -                                                                                |                                                                                  |
| 12-6-2021                                                                        | Toyota                                                                           | Giappone under 23                                                                | 4 – 0                                                                            | Giamaica under 23                                                                | Amichevole                                                                       | -                                                                                | 46’                                                                              |
| 12-7-2021                                                                        | Ōsaka                                                                            | Giappone under 23                                                                | 3 – 1                                                                            | Honduras under 23                                                                | Amichevole                                                                       | -1                                                                               |                                                                                  |
| 17-7-2021                                                                        | Kōbe                                                                             | Giappone under 23                                                                | 1 – 1                                                                            | Spagna under 23                                                                  | Amichevole                                                                       | -                                                                                | 46’                                                                              |
| Totale                                                                           |                                                                                  | Presenze                                                                         | 6                                                                                |                                                                                  | Reti                                                                             | -1                                                                               |                                                                                  |

| Cronologia completa delle presenze e delle reti in nazionale ― Giappone under 20 | Cronologia completa delle presenze e delle reti in nazionale ― Giappone under 20 | Cronologia completa delle presenze e delle reti in nazionale ― Giappone under 20 | Cronologia completa delle presenze e delle reti in nazionale ― Giappone under 20 | Cronologia completa delle presenze e delle reti in nazionale ― Giappone under 20 | Cronologia completa delle presenze e delle reti in nazionale ― Giappone under 20 | Cronologia completa delle presenze e delle reti in nazionale ― Giappone under 20 | Cronologia completa delle presenze e delle reti in nazionale ― Giappone under 20 |
| Data                                                                             | Città                                                                            | In casa                                                                          | Risultato                                                                        | Ospiti                                                                           | Competizione                                                                     | Reti                                                                             | Note                                                                             |
| -------------------------------------------------------------------------------- | -------------------------------------------------------------------------------- | -------------------------------------------------------------------------------- | -------------------------------------------------------------------------------- | -------------------------------------------------------------------------------- | -------------------------------------------------------------------------------- | -------------------------------------------------------------------------------- | -------------------------------------------------------------------------------- |
| 25-3-2018                                                                        | Giacarta                                                                         | Indonesia under 20                                                               | 1 – 4                                                                            | Giappone under 20                                                                | Amichevole                                                                       | -1                                                                               | 81’                                                                              |
| 7-9-2018                                                                         | Città del Messico                                                                | Messico under 20                                                                 | 1 – 1                                                                            | Giappone under 20                                                                | Amichevole                                                                       | -1                                                                               | 46’                                                                              |
| 9-9-2018                                                                         | Città del Messico                                                                | Brasile under 20                                                                 | 1 – 1                                                                            | Giappone under 20                                                                | Amichevole                                                                       | -1                                                                               |                                                                                  |
| 19-10-2018                                                                       | Cibinong                                                                         | Giappone under 20                                                                | 5 – 2                                                                            | Corea del Nord under 20                                                          | Coppa d'Asia AFC Under-19 2018                                                   | -2                                                                               |                                                                                  |
| 22-10-2018                                                                       | Cibinong                                                                         | Thailandia under 20                                                              | 1 – 3                                                                            | Giappone under 20                                                                | Coppa d'Asia AFC Under-19 2018                                                   | -1                                                                               |                                                                                  |
| 28-10-2018                                                                       | Giacarta                                                                         | Giappone under 20                                                                | 2 – 0                                                                            | Indonesia under 20                                                               | Coppa d'Asia AFC Under-19 2018                                                   | -                                                                                |                                                                                  |
| Totale                                                                           |                                                                                  | Presenze                                                                         | 6                                                                                |                                                                                  | Reti                                                                             | -6                                                                               |                                                                                  |

## Palmarès

### Nazionale
- Coppa dell'Asia orientale: 1

2022